# Старий базар (Джяковіца)

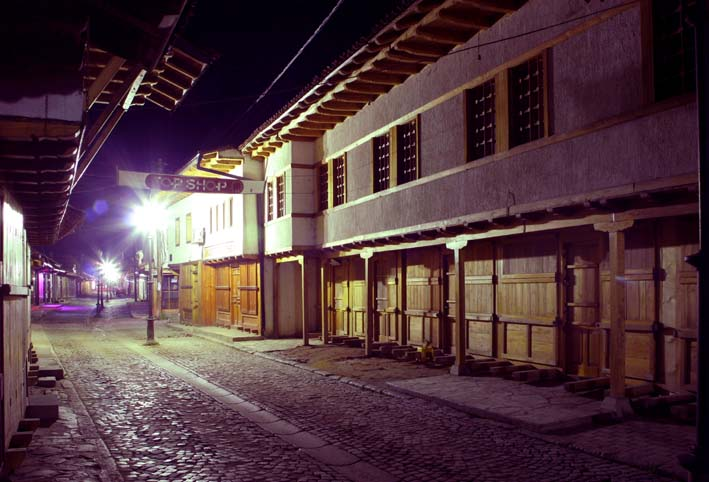
Базар

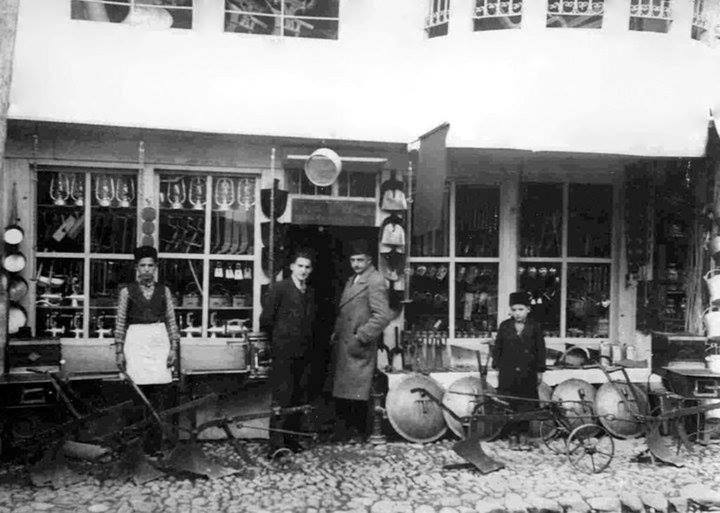
Магазин на Старому базарі, 1957

Старий базар (Великий базар) у Джяковіце (серб. Стари базар, алб. Pazari i vjetër në Gjakovë) — найстаріший базар на території автономного краю Косово. В історичному районі, де розташований базар, також знаходиться найстаріша міська мечеть Хадум, що збудована у 15 столітті.
Великий базар був серцем економіки у Джяковіці, на ньому торгували товаром, що постачався з довколишніх сіл. Старий базар був зруйнований під час Косовської війни 1999 року, а потім відновлений.
Навколо мечеті знаходяться надгробки зі скульптурним декором і написами, вигравіюваними старою османською мовою. У минулому там ховали представників відомих родин Джяковіици. В комплекс мечеті входив також хамам (турецька лазня), зруйнований у 2008 році і будівля старої бібліотеки 1671 року (зруйнована під час Косовської війни).
Старий базар знаходиться поруч з центром міста на іншому березі річки Крана за 5 хвилин пішки через міст. Базар займає площу близько 3,5 га, а довжина основної його вулиці складає 1 км, вздовж неї розташовано близько 500 магазинів. Там також розташована мечеть і кілька тюрбе. У центрі Старого базару розташована годинникова башта, яка побудована у 1597 році. У 1912 році, під час Балканських війн, вона була зруйнована, але потім відновлена.

## Історія
Великий базар Джяковіцы виник з появою перших майстрів і ремісників. Це сталося коли Джяковіца отримала статус касаби (маленького містечка). Перші достовірні відомості про базар виходять від турецького мандрівника Евліа Челебі, який відвідав Джяковіцу у 1662 році і був вражений його красою. На Великому базарі було безліч різних магазинів. Там торгували майстри по металу, шкіряні майстри, ткачі, бляхарі, лимарі і так далі.